# Grundtjärnarna (Kalls socken, Jämtland)
Grundtjärnarna är en sjö i Åre kommun i Jämtland och ingår i Indalsälvens huvudavrinningsområde. Sjön har en area på 0,134 kvadratkilometer och ligger 497,2 meter över havet. Vid provfiske har lake och öring fångats i sjön.

## Delavrinningsområde
Grundtjärnarna ingår i det delavrinningsområde (710443-136127) som SMHI kallar för Mynnar i 710498-135883. Medelhöjden är 588 meter över havet och ytan är 4,84 kvadratkilometer. Det finns inga avrinningsområden uppströms utan avrinningsområdet är högsta punkten. Vattendraget som avvattnar avrinningsområdet har biflödesordning 3, vilket innebär att vattnet flödar genom totalt 3 vattendrag innan det når havet efter 392 kilometer. Avrinningsområdet består mestadels av skog (68 procent) och kalfjäll (27 procent). Avrinningsområdet har 0,2 kvadratkilometer vattenytor vilket ger det en sjöprocent på 4,1 procent.